# Krogulec zmienny
Krogulec zmienny (Accipiter striatus) – gatunek ptaka drapieżnego z rodziny jastrzębiowatych (Accipitridae). Występuje w Ameryce Północnej i Południowej – od Alaski i Kanady po północną Argentynę; populacje z północy zasięgu są wędrowne.

## Systematyka i zasięg występowania
Międzynarodowy Komitet Ornitologiczny (IOC) i autorzy Handbook of the Birds of the World (HBW) wyróżnili 7 podgatunków A. striatus:
- A. s. perobscurus Snyder, 1938 – Wyspy Królowej Charlotty (Kolumbia Brytyjska, zachodnia Kanada).
- A. s. velox (A. Wilson, 1812) – Kanada, USA (w tym Alaska). Zimuje na południe od zasięgu letniego – aż po Panamę.
- A. s. suttoni van Rossem, 1939 – południowy Nowy Meksyk (południowo-zachodnie USA) do wschodniego Meksyku.
- A. s. madrensis Storer, 1952 – południowo-zachodni Meksyk.
- A. s. fringilloides Vigors, 1827 – Kuba.
- krogulec zmienny[3] – A. s. striatus Vieillot, 1808 – Hispaniola.
- A. s. venator Wetmore, 1914 – Portoryko.

Inni autorzy do A. striatus wliczają także trzy podgatunki traktowane przez IOC i HBW jako osobne gatunki:
- krogulec gwatemalski – A. s. chionogaster (Kaup, 1852) – południowy Meksyk do Nikaragui.
- krogulec andyjski – A. s. ventralis P.L. Sclater, 1866 – Wenezuela do zachodniej Boliwii.
- krogulec brazylijski – A. s. erythronemius (Kaup, 1850) – południowo-wschodnia Boliwia i południowa Brazylia do Paragwaju, Urugwaju i północnej Argentyny.

## Charakterystyka
Wygląd: Skrzydła krótkie oraz zaokrąglone, ogon długi, zakończony równo lub wcięty. Dorosłe ptaki z wierzchu niebieskoszare, od spodu białe z rudymi prążkami. Tęczówki na samym początku żółtopomarańczowe, z wiekiem robią się czerwone. Podgatunki występujące bardziej na zachód są mniejsze.
Rozmiary: długość ciała samca ok. 26–29 cm, samicy ok. 30–34 cm.

## Zachowanie
Żywi się głównie ptakami, a także drobnymi ssakami. Buduje gniazdo z patyków wysoko na drzewie, zwykle wśród gęstego listowia. W zniesieniu 2–5 jaj, najczęściej 4, są one białe z wyraźnymi brązowymi plamami i kropkami.

## Status
Międzynarodowa Unia Ochrony Przyrody (IUCN) uznaje krogulca zmiennego za gatunek najmniejszej troski (LC – least concern) nieprzerwanie od 2006 roku, kiedy to został po raz pierwszy sklasyfikowany w obecnie stosowanym ujęciu systematycznym. Trend liczebności populacji uznaje się za wzrostowy. Populacje podgatunków występujących endemicznie na wyspach Karaibów są zagrożone wyginięciem; np. liczebność podgatunku A. s. venator z Portoryko szacowano w 2006 roku na 154 osobniki.